# 马丁娜·法瓦雷托
马丁娜·法瓦雷托（義大利語：Martina Favaretto，2001年11月15日—）是一名意大利女子击剑运动员，主攻花剑。她在观看2008年北京奥运马泰奥·塔利亚里奥尔的表现后开始接触击剑运动。高中后，她进入帕多瓦大學修读法律专业。2019年，她成为意大利警察部队的一员，加入金色火焰俱乐部（Fiamme Oro）。2022年，她首次成为欧洲冠军和世界冠军。